# Пам'ятний знак 1-го польського корпусу в Росії

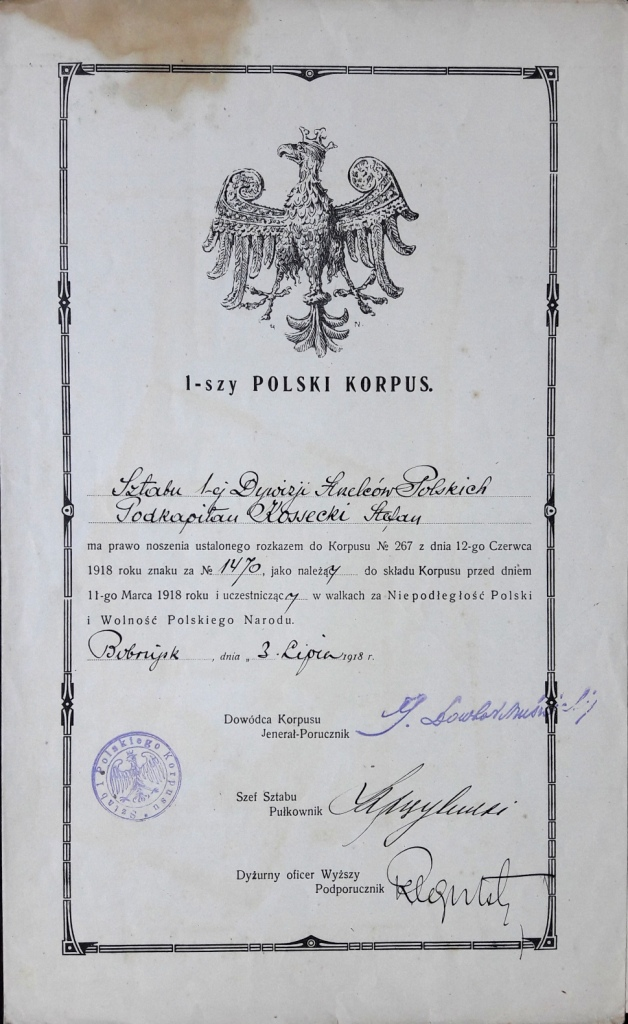
Патент на значок I корпусу

Пам'ятний знак 1-го Польського корпусу в Росії — нагрудний знак, заснований наказом прощання з демобілізованими вояками 1-го Польського корпусу в Росії від 12 червня 1918 року генерал-лейтенантом Юзефом Довбор-Мусніцьким.
Цим знаком були відзначені всі воїни Корпусу за тісніше об'єднання та окрасу нашої маленької військової родини.
Знак являв собою сталевий оксидований хрестик розміром 39 × 22 мм, на нижньому, довшому плечі якого кріпився мініатюрний срібний військовий орел, встановлений на щиті амазонок. На щиті вибиті літери «1 К» (1-й корпус), під щитом дві схрещені шаблі. Існує кілька видів значків, в т.ч різні розміри.

## Виноски
1. ↑  Polskie ordery, odznaczenia i niektóre wyróżnienia zaszczytne 1705–1990. Tom I. Zielona Góra: Kanion. 1992. с. 182. OCLC 180592184.